# Bantariella verticillata
Bantariella verticillata is een mosdiertjessoort uit de familie van de Mimosellidae. De wetenschappelijke naam van de soort is, als Valkeria verticillata, voor het eerst geldig gepubliceerd in 1867 door Heller.